# Torneo SANZAR/UAR M21 de 2000
El Torneo SANZAR/UAR M21 se disputó en Nueva Zelanda en el año 2000 y fue la sexta edición de la competición de rugby para selecciones nacionales del hemisferio sur en categoría M21.

## Posiciones

### Grupo A
| Pos. | Equipo        | Encuentros | Encuentros | Encuentros | Encuentros | Tantos  | Tantos    | Tantos     | Puntos Totales |
| Pos. | Equipo        | jugados    | ganados    | empatados  | perdidos   | a favor | en contra | diferencia | Puntos Totales |
| ---- | ------------- | ---------- | ---------- | ---------- | ---------- | ------- | --------- | ---------- | -------------- |
| 1    | Nueva Zelanda | 3          | 3          | 0          | 0          | 124     | 21        | +103       | 14             |
| 2    | Inglaterra    | 3          | 1          | 1          | 1          | 51      | 58        | -7         | 6              |
| 3    | Argentina     | 3          | 1          | 1          | 1          | 61      | 94        | -33        | 6              |
| 4    | Samoa         | 3          | 0          | 0          | 3          | 27      | 90        | -63        | 0              |

#### Resultados
| 21 de junio | Inglaterra | 23 - 23 | Argentina |  |  |

| 21 de junio | Nueva Zelanda | 42 - 3 | Samoa |  |  |

| 24 de junio | Argentina | 26 - 18 | Samoa |  |  |

| 24 de junio | Nueva Zelanda | 29 - 6 | Inglaterra |  |  |

| 28 de junio | Inglaterra | 22 - 6 | Samoa |  |  |

| 28 de junio | Nueva Zelanda | 53 - 12 | Argentina |  |  |

### Grupo B
| Pos. | Equipo    | Encuentros | Encuentros | Encuentros | Encuentros | Tantos  | Tantos    | Tantos     | Puntos Totales |
| Pos. | Equipo    | jugados    | ganados    | empatados  | perdidos   | a favor | en contra | diferencia | Puntos Totales |
| ---- | --------- | ---------- | ---------- | ---------- | ---------- | ------- | --------- | ---------- | -------------- |
| 1    | Sudáfrica | 3          | 3          | 0          | 0          | 140     | 37        | +103       | 14             |
| 2    | Australia | 3          | 1          | 1          | 1          | 109     | 44        | +65        | 8              |
| 3    | Escocia   | 3          | 1          | 1          | 1          | 61      | 58        | +3         | 7              |
| 4    | Tonga     | 3          | 0          | 0          | 3          | 21      | 192       | -171       | 0              |

#### Resultados
| 21 de junio | Australia | 14 - 14 | Escocia |  |  |

| 21 de junio | Sudáfrica | 79 - 8 | Tonga |  |  |

| 24 de junio | Escocia | 42 - 8 | Tonga |  |  |

| 24 de junio | Sudáfrica | 25 - 24 | Australia |  |  |

| 28 de junio | Australia | 71 - 5 | Tonga |  |  |

| 28 de junio | Sudáfrica | 36 - 5 | Escocia |  |  |

### Séptimo puesto
| 1 de julio | Samoa | 30 - 15 | Tonga |  |  |

### Quinto puesto
| 1 de julio | Escocia | 17 - 38 | Argentina |  |  |

### Tercer puesto
| 1 de julio | Australia | 44 - 24 | Inglaterra |  |  |

### Final
| 1 de julio | Nueva Zelanda | 71 - 5 | Sudáfrica |  |  |

| Bandera de Nueva Zelanda |
| Campeón Nueva Zelanda    |
| Segundo título           |